# Xian de Yun'an
Le xian de Yun'an (云安县 ; pinyin : Yún'ān Xiàn) est un district administratif de la province chinoise du Guangdong. Il est placé sous la juridiction de la ville-préfecture de Yunfu.

## Démographie
La population du district était de 282 368 habitants en 1999.